# Резолюция Совета Безопасности ООН 21
Резолюция Совета Безопасности ООН 21 — резолюция, принятая 2 апреля 1947 года, которая передала бывшие немецкие тихоокеанские острова к северу от экватора, которые ранее были переданы под мандат Японии Лигой Нацией, под систему опеки. Резолюция передала опеку островов США и дала США разрешение на их милитаризацию.